# Bredon's Norton
Bredon's Norton est une paroisse civile et un village du Worcestershire, en Angleterre.

## Personnalités liées
- Victoria Woodhull